# Daniel Mortensen
Daniel Andreas Mortensen (n. Islev, Copenhague, Dinamarca; 21 de octubre de 1994) es un baloncestista profesional danés. Con una estatura de 2,04 metros de altura que desempeña en la posición de ala-pívot y actualmente juega en el Haukar Hafnarfjörður de la Subway deildin islandesa. Es internacional con Dinamarca.

## Trayectoria deportiva
Comenzó en la temporada 2013-14 en las filas del Horsholm 79ers danés, en el que militaría durante dos temporadas, antes de comenzar su periplo universitario americano en 2015. Formaría parte durante una temporada de los Wright State Raiders, para después disputar tres temporadas con los Barry Buccaneers.
Tras no ser drafteado en 2019, el alero danés firmaría con el Wetterbygden Stars de la Basketligan, con el que disputa 29 encuentros en los que promedia 13.83 puntos. 
El 14 de agosto de 2020, el jugador llega a España para firmar con el Real Murcia Baloncesto la Liga LEB Oro durante la temporada 2020-21, , para volver a ponerse a las órdenes de Rafael Monclova al que conocería de su anterior etapa en Horsholm 79ers.
El 3 de diciembre de 2020, tras un buen comienzo de temporada, abandona el conjunto murciano por motivos personales.
El 4 de diciembre de 2020 regresa a su país fichando por el Bakken Bears, con los que logra ser campeón de la Basketligaen, con unos promedios de 9.9 puntos, 5 rebotes y 1.7 asistencias por partido.
El 16 de julio de 2021 ficha por el Þór Þorlákshöfn de la Subway deildin islandesa, con unos promedios fueron de 18.9 puntos, 8.4 rebotes y 3.1 asistencias por partido. Consiguió el galardón al mejor extranjero de la liga.
El 21 de mayo de 2022 ficha por el Haukar Hafnarfjörður.

## Internacional
Es internacional con Dinamarca, con el que disputó en 2020 dos partidos clasificatorios para el Eurobasket 2021.

## Clubes
- Horsholm 79ers (2013-2015)
- Wetterbygden Stars (2019-2020)
- Real Murcia Baloncesto (2020)
- Bakken Bears (2020-2021)
- Þór Þorlákshöfn (2021-2022)
- Haukar Hafnarfjörður (2022-actualidad)